# Ron Saunders
Ron Saunders (Birkenhead, 1932. november 6. – 2019. december 7.) angol labdarúgó, csatár, edző.

## Pályafutása

### Játékosként
1951 és 1955 között az Everton labdarúgója volt, de nem sok játéklehetőséghez jutott az első csapatban. 1955 és 1957 között a Tonbridge Angels, 1957–58-ban a Gillingham, 1958 és 1964 között a Portsmouth, 1964–65-ben a Watford, 1965 és 1967 között a Charlton Athletic labdarúgója volt. Az 1963–64-es idényben a másodosztályú bajnokság gólkirály lett.

### Edzőként
1967 és 1969 között a Yeovil Town, 1969-ben az Oxford United, 1969 és 1973 között a Norwich City vezetőedzője volt. A Norwich csapatával az 1971–72-es idényben megnyerte a másodosztályú bajnokságot. 1973–74-ben a Manchester City, 1974 és 1982 között az Aston Villa szakmai munkáját irányította. Az Aston Villával két ligakupa-győzelmet ért el és az 1980–81-es idényben, 71 után bajnoki címet nyert az együttessel. 1982. február 9-én lemondott posztjáról mert a klubvezetéssel vitája támadt a szerződésével kapcsolatban. A csapat ekkor negyeddöntős volt a bajnokcsapatok Európa-kupájában, amit később meg is nyert Tony Barton irányításával. 1982 és 1986 között a Birmingham City, 1986–87-ben a West Bromwich Albion vezetőedzőjeként tevékenykedett.

## Sikerei, díjai
Norwich City
- Angol bajnokság (Second Division)
  - győztes: 1971–72

 Aston Villa
- Angol bajnokság (First Division)
  - győztes: 1980–81
- Angol ligakupa
  - győztes: 1974–75, 1976–77